# Zenon von Tarsos

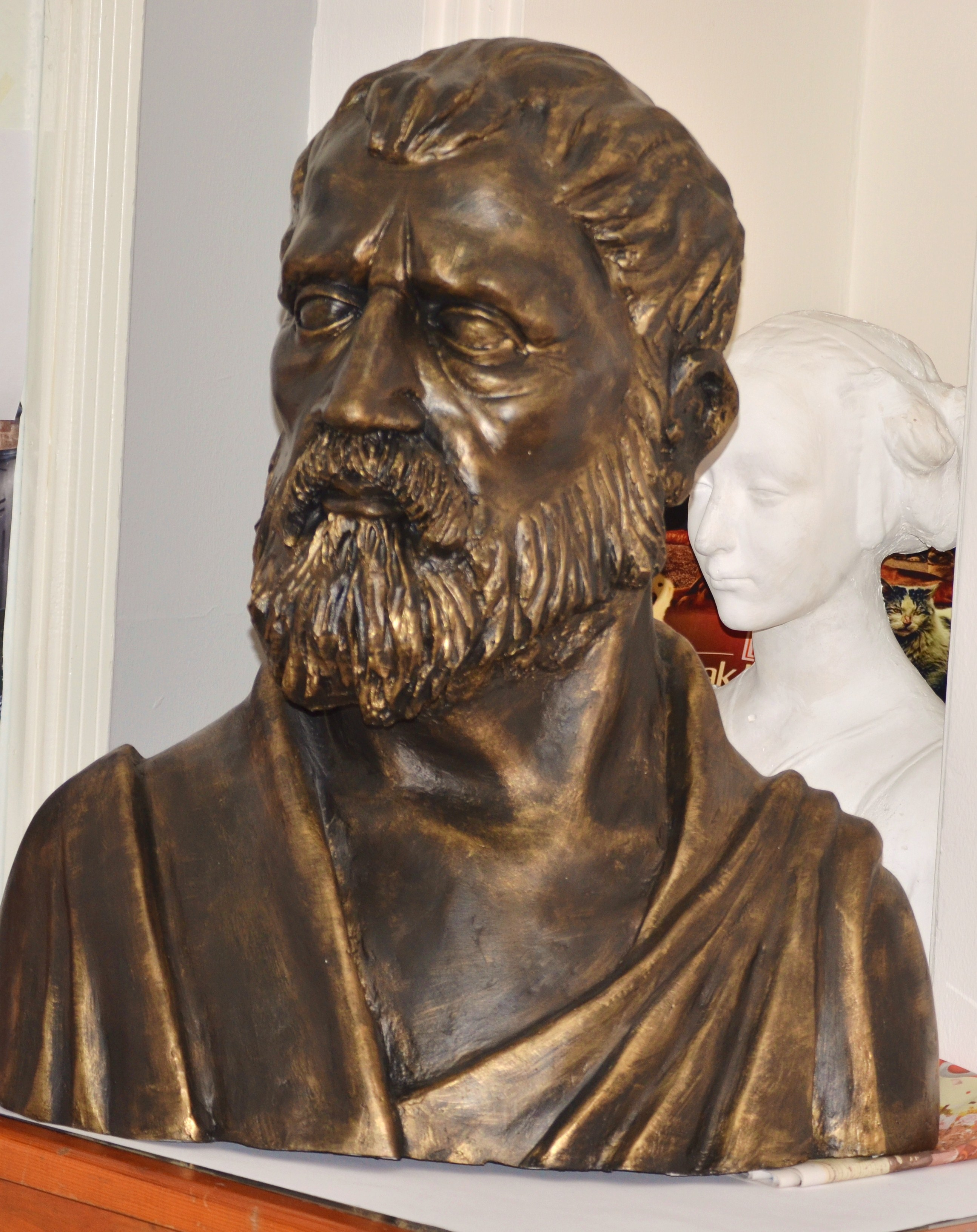
Zenon von Tarsos

Zenon von Tarsos war ein griechischer Philosoph, dessen Hauptschaffenszeit im späten 3. und im frühen 2. Jahrhunderts v. Chr. lag.
Vermutlich wurde er um 235 v. Chr. geboren und stammte aus der Stadt Tarsos, möglicherweise war er phönizischer Herkunft. Zenon von Tarsos war ein Sohn des Dioskurides und Schüler des Chrysippos von Soloi, durch den er zur von Zenon von Kition begründeten Stoa gelangte. Als sein Lehrer 206 v. Chr. starb, wurde Zenon Scholarch der stoischen Schule in Athen; sein eigener Nachfolger in diesem Amt war Diogenes von Babylon.
Durch die Gründung seiner eigenen Schule erlangte er schnell Anerkennung, wich aber kaum von der Lehre des Chrysippos ab. Allerdings soll er die Ekpyrosistheorie angezweifelt haben.
Diogenes Laertios überliefert, er habe wenige Schriften hinterlassen, aber soll dafür eine Vielzahl an Schülern ausgebildet haben. In einem in Herculaneum gefundenen Fragment aus dem Werk des Philodemos von Gadara über die Geschichte der Stoa sind zwei seiner Schüler (Diogenes aus Seleukeia und Archedemos von Tarsos) sowie der Titel eines seiner Werke überliefert. Demnach hat er ein fünf Bücher umfassendes Werk gegen den Philosophen Hieronymos von Rhodos umfasst. Wilhelm Crönert zufolge ist den erhaltenen Textbruchstücken außerdem zu entnehmen, dass die Schriften des Zenon von späteren Stoikern als unorthodox eingestuft wurden.